# Andrescava
Andrescava is een geslacht van hooiwagens uit de familie Agoristenidae.
De wetenschappelijke naam Andrescava is voor het eerst geldig gepubliceerd door Roewer in 1957. 

## Soorten
Andrescava omvat de volgende 2 soorten:
- Andrescava sturmi
- Andrescava weyrauchi